# Podrašnica
Podrašnica (en serbe cyrillique : Подрашница) est un village de Bosnie-Herzégovine. Il est situé dans la municipalité de Mrkonjić Grad et dans la république serbe de Bosnie. Selon les premiers résultats du recensement bosnien de 2013, il compte 809 habitants.

## Démographie

### Évolution historique de la population dans la localité
| 1948 | 1953 | 1961  | 1971  | 1981  | 1991   | 2013 |
| ---- | ---- | ----- | ----- | ----- | ------ | ---- |
| -    | -    | 1 483 | 1 347 | 1 275 | 1 096, | 809  |

|  |

### Communauté locale
En 1991, la communauté locale de Podrašnica comptait 1 123 habitants, répartis de la manière suivante :